# Schack 64
Schack 64 är Sveriges östligast belägna schackklubb. Klubben bildades år 1964, därav det dubbelfyndiga namnet, ett schackbräde består ju som bekant av 64 rutor.